# Erlanderhuset

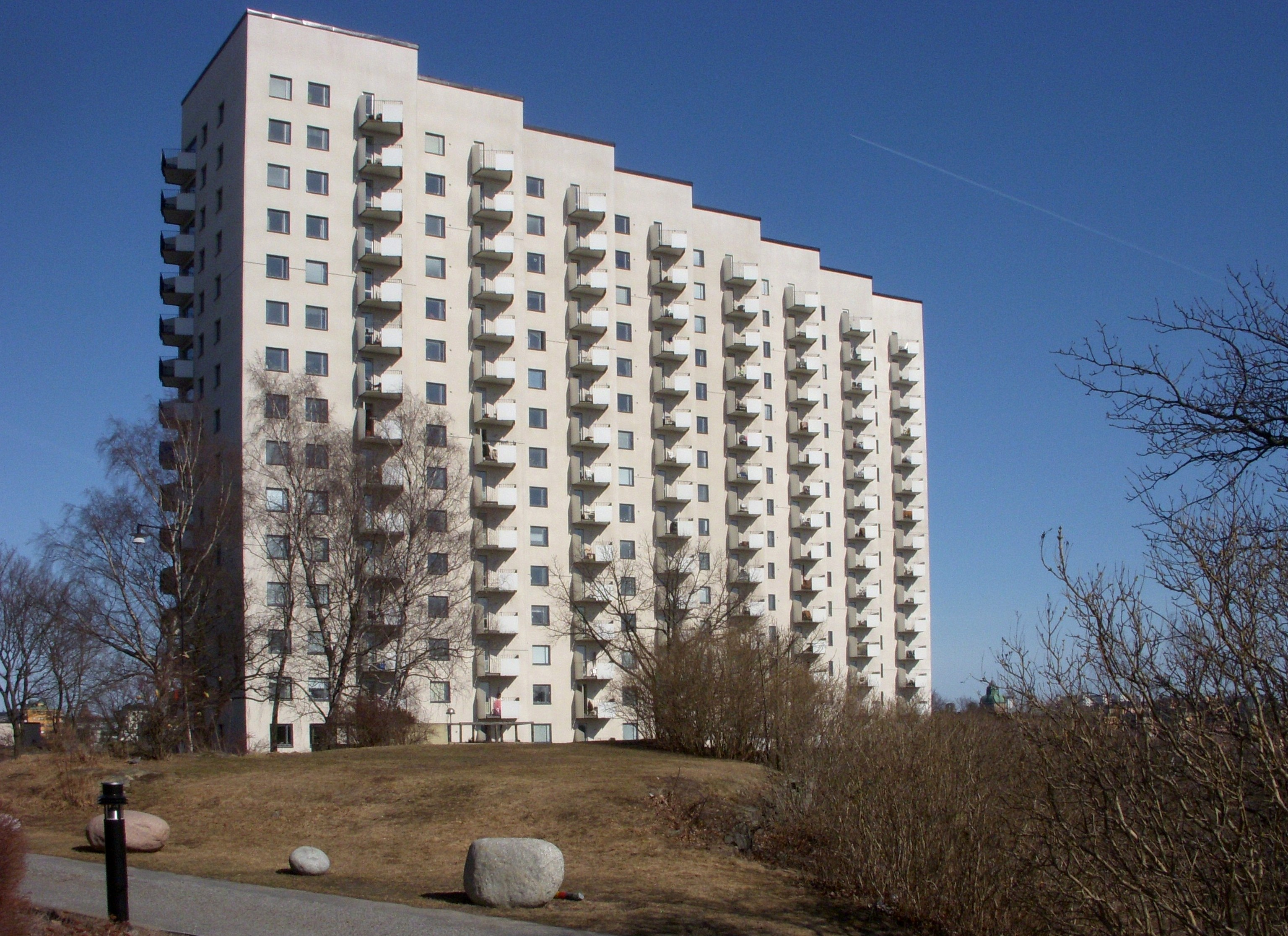
Erlanderhuset i mars 2011.

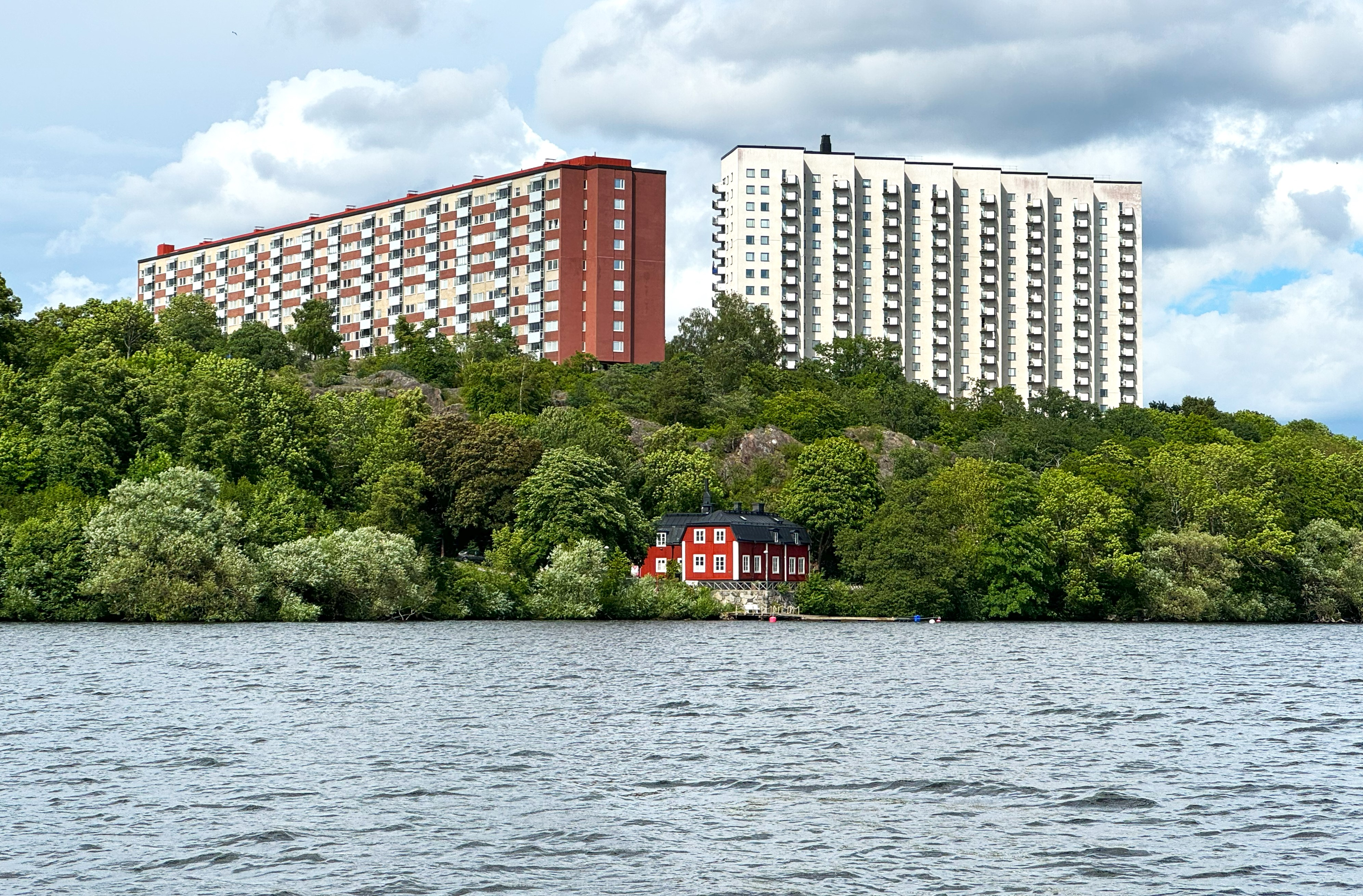
"Bacon-Hill", Erlanderhuset och nere vid Mälarens strand Triewalds malmgård.

Erlanderhuset, Dragspelshuset eller Dragspelet är ett sextonvåningshus i kvarteret Lysbomben på Fyrverkarbacken i Marieberg på Kungsholmen i Stockholm. Huset byggdes 1962 på uppdrag av Riksbyggen och efter ritningar av arkitekt Henning Orlando. Det rymmer 210 lägenheter. Huset ägs sedan 1995 av bostadsrättsföreningen Lysbomben, uppkallad efter kvartersnamnet.  

## Historik

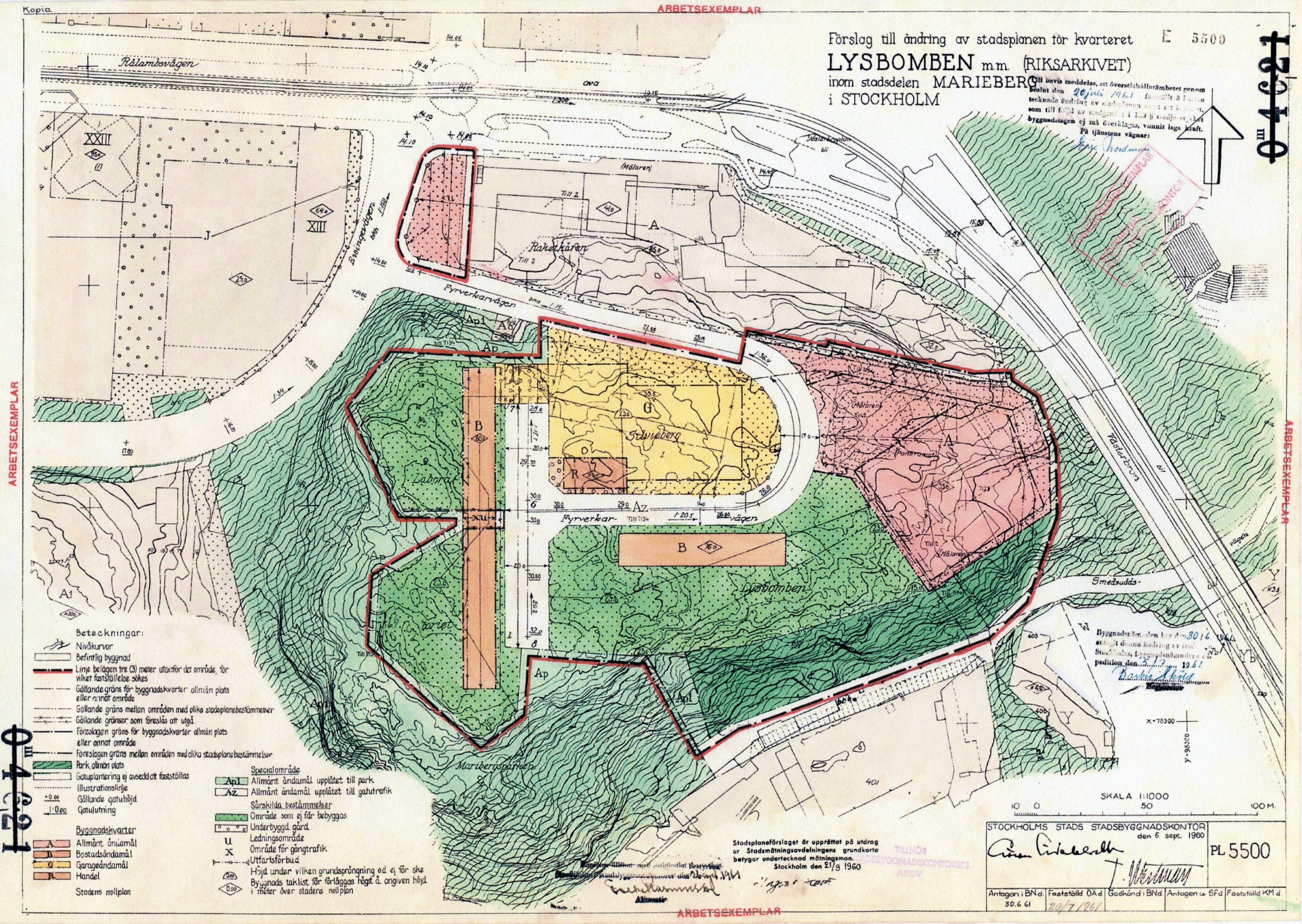
Stadsplanen för Lysbomben m.fl. 1960.

Byggnaden ligger på en hög höjd ovanför Riksarkivets huvudbyggnad bredvid Västerbron. Stadsplanen för området upprättades ursprungligen av arkitekt Åke Ahlström. I juli 1961 vann den laga kraft och är undertecknad av Göran Sidenbladh. Planen redovisar en byggnadskropp i ost-västriktning med en högsta höjd av 76 meter över stadens nollplan (det senare Erlanderhuset) och väster därom en tvärställd lägre huskropp med tillåten byggnadshöjd av 60 meter (det senare Bacon-Hill).
Den dåvarande statsministern Tage Erlander flyttade in i huset då det var nybyggt och huset kom därför att kallas Erlanderhuset. Han var en av de första hyresgästerna med adress Fyrverkarbacken 21 och hade en fem-rummare på sjunde våningen. I dokumentärfilmen Tage ges en bild, i samband med att statsministern låter sig filmas vid en födelseuppvaktning, av hur Erlanders lägenhet såg ut någon gång vid slutet av 1960-talet.  Husets veckade utformning, skapad för att ge vacker utsikt för så många som möjligt, har gjort att det även kallas Dragspelshuset. Husets fasad renoverades 2002-2003 och återfick då sin ursprungliga vita färg.
Väster om Erlanderhuset finns en lägre röd tegelbyggnad uppförd 1963, i folkmun kallad Bacon-Hill.

## Bilder

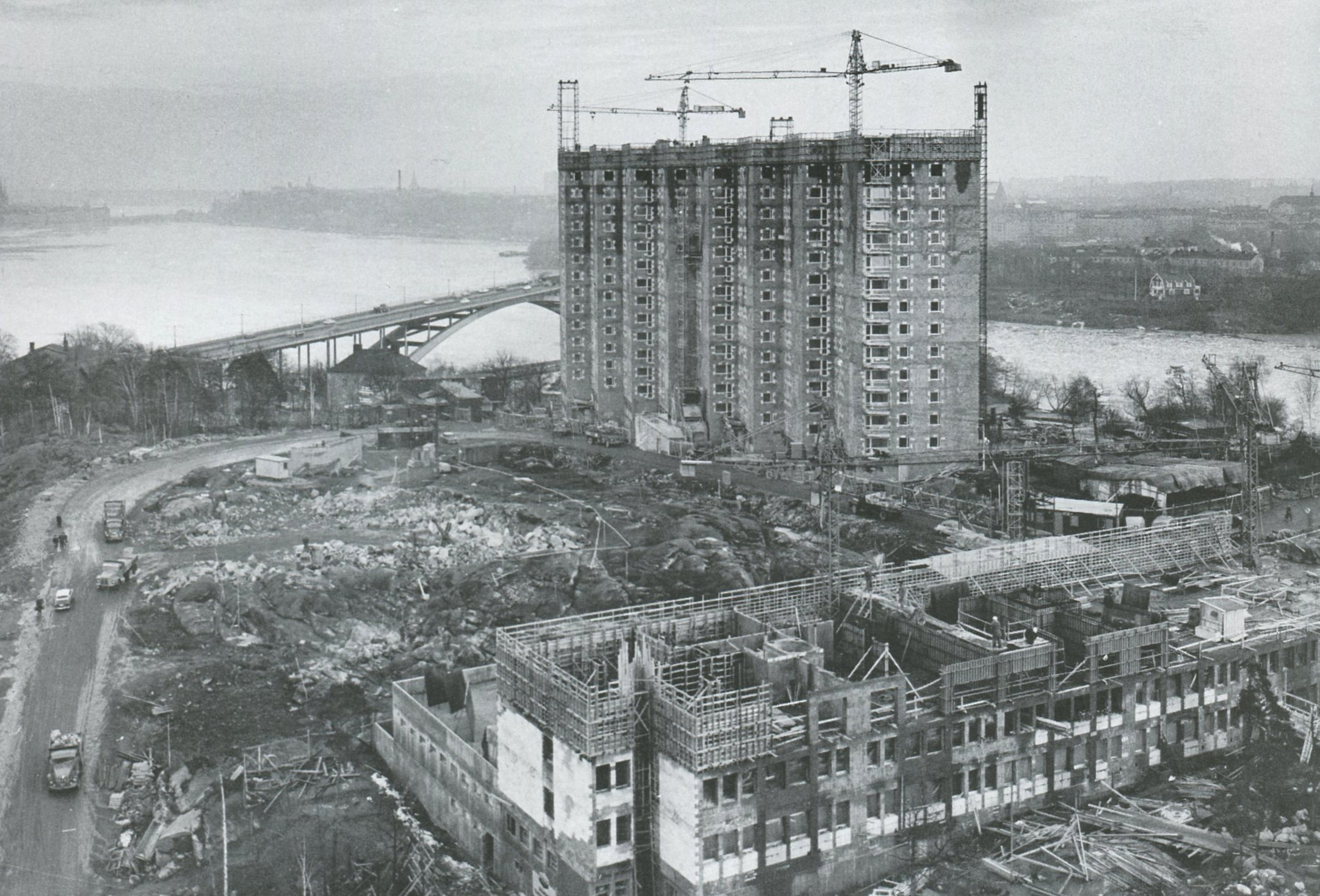
Under uppförande 1962, till vänster syns Västerbron.
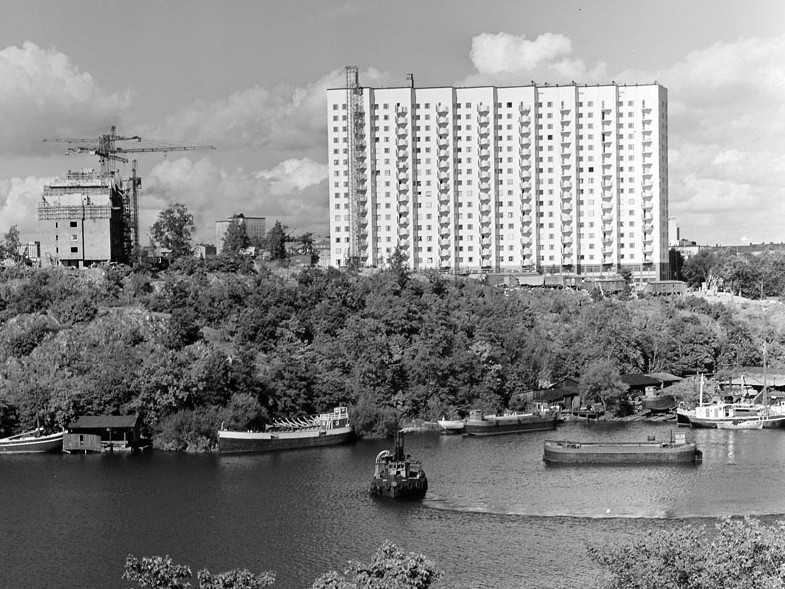
Invigningsåret 1962, vy från Långholmen. Till vänster byggs "Bacon-Hill".
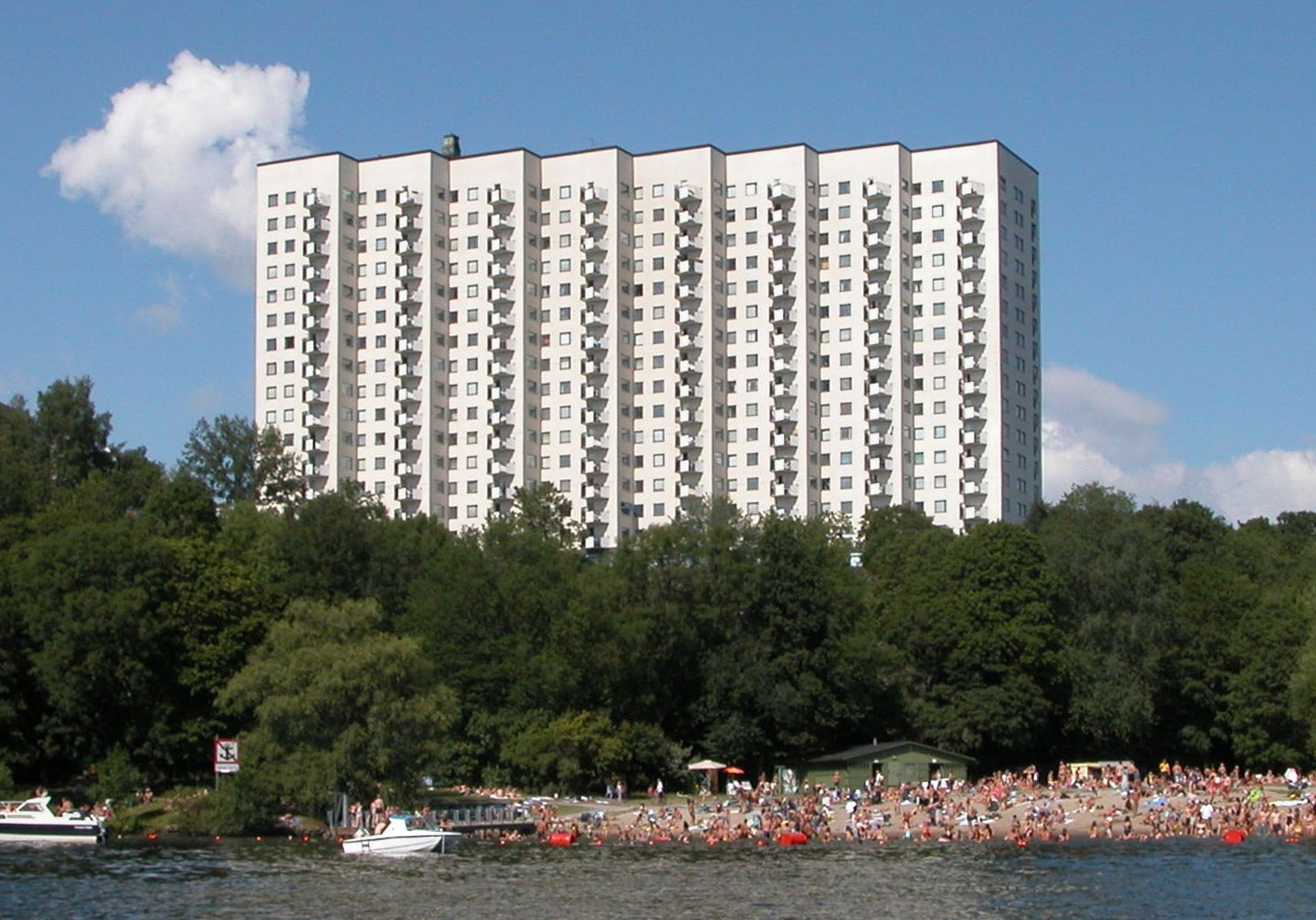
Erlanderhuset augusti 2004 med Smedsuddsbadet framför.
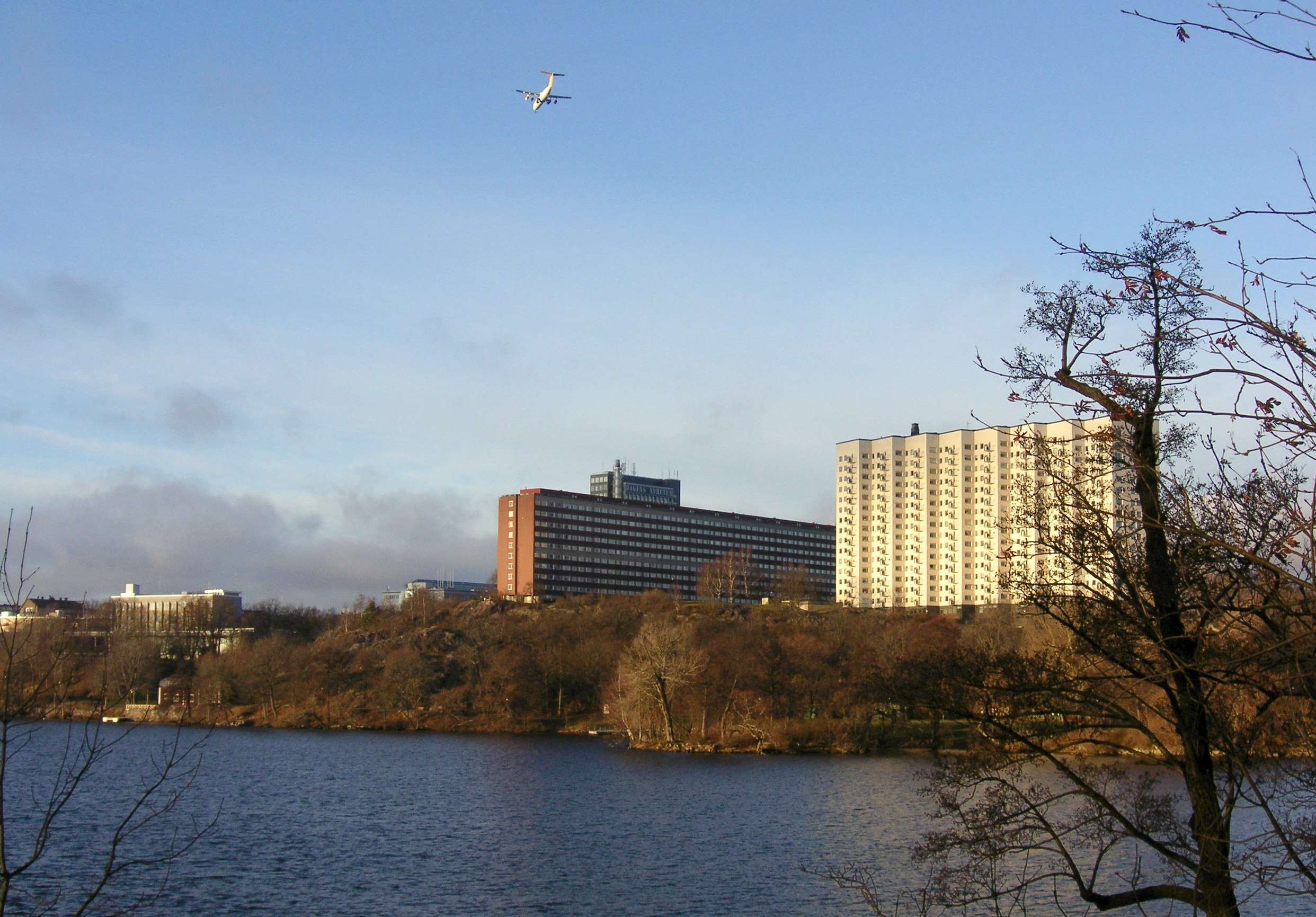
Erlanderhuset och "Bacon-Hill", vy från Långholmen.
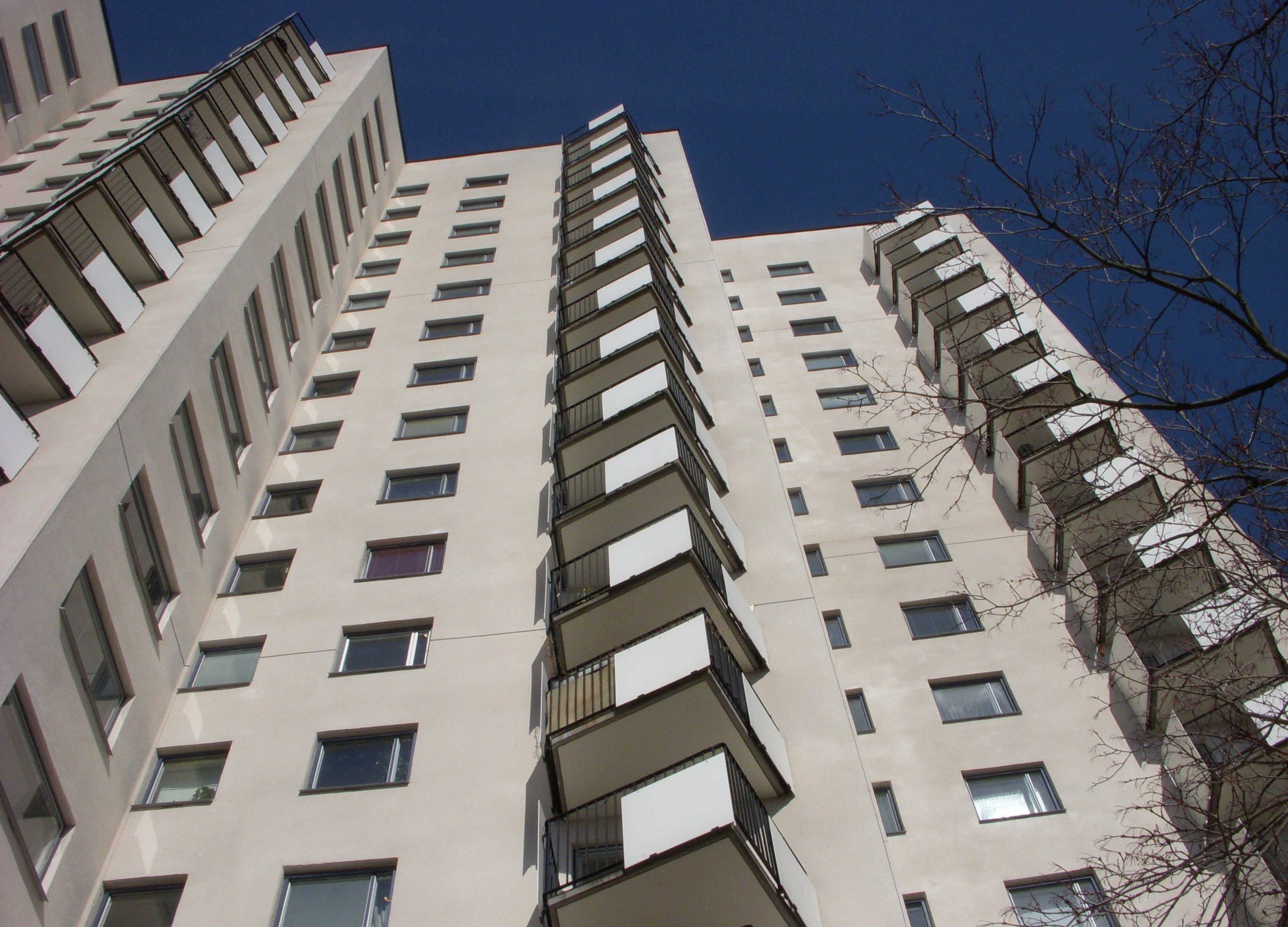
Erlanderhuset fasaddetalj, 2011